# Bunodeopsis strumosa
Bunodeopsis strumosa är en havsanemonart som beskrevs av Andrès 1881. Bunodeopsis strumosa ingår i släktet Bunodeopsis och familjen Boloceroididae. Inga underarter finns listade i Catalogue of Life.